# 카카오 (기업)
주식회사 카카오(영어: Kakao Corp.)는 대한민국의 IT 기업이다. 국내 1위 모바일 메신저인 카카오톡을 비롯하여, 다음, 카카오 T, 멜론 등 다양한 모바일 서비스를 제공하고 있다.

## 역사
- 1995년 2월 16일 박건희와 이재웅이 '다음커뮤니케이션' 공동 설립
- 1997년 5월 대한민국 최초 무료 웹 메일 서비스 한메일 오픈 (현재의 Daum 메일)
- 1999년 7월 포털 사이트 '다음'으로 재단장
- 1999년 11월 11일 코스닥 등록
- 2000년 1월 다음 검색 서비스 오픈
- 2000년 7월 다음 금융플라자 오픈
- 2001년 9월 다음세대재단 설립
- 2002년 1월 미디어2.0 인수
- 2003년 1월 미디어다음 오픈
- 2004년 3월 제주도 이전 협약식 체결
- 2004년 7월 일본 시장 진출 / 미국 라이코스 인수
- 2004년 12월 인터넷전화업체 스카이프와 전략적 제휴
- 2005년 3월 CJ인터넷과 검색, 게임 전략적 제휴
- 2006년 4월 석종훈 다음미디어 부문 대표, 각자 대표이사 선임
- 2006년 11월 29일 카카오 전신인 (주)아이위랩 설립
- 2007년 1월 다음 tv팟 오픈
- 2007년 5월 검색엔진 자체 개발
- 2007년 7월 티스토리 지분 100% 확보
- 2008년 11월 다음체 개발, 최초 무료 배포
- 2009년 1월 지도 서비스 스카이뷰, 로드뷰 정식 오픈
- 2009년 3월 최세훈 대표이사 취임
- 2009년 4월 모바일 다음 오픈
- 2009년 11월 슬로건을 "우리들의 UCC 세상, Daum"에서 "생활이 바뀐다! Life On Daum"으로 변경
- 2010년 3월 카카오톡 출시
- 2010년 3월 카카오수다 출시
- 2010년 4월 카카오아지트 출시
- 2010년 6월 모바일 메신저 마이피플 런칭
- 2010년 8월 와이브랜트에 라이코스 매각
- 2010년 9월 인터넷 업계 최초 ‘지속가능성보고서’ 발간
- 2010년 12월 카카오 선물하기 서비스 개시
- 2010년 12월 모바일 광고 플랫폼 Ad@m 출시
- 2011년 3월 온라인 손해보험사 에르고다음다이렉트의 보유지분 전량 124억원 처분
- 2011년 4월 사회공헌 통합사이트 희망해 오픈
- 2011년 7월 실내 로드뷰 서비스 스토어뷰 론칭
- 2011년 7월 카카오재팬 설립 (현 카카오픽코마)
- 2011년 10월 카카오톡 플러스친구 출시
- 2011년 11월 카카오톡 이모티콘 출시
- 2011년 12월 온네트 경영권 인수
- 2012년 3월 카카오스토리 출시
- 2012년 4월 제주도 사옥 스페이스닷원(Space.1) 완공 및 본사 이전 완료
- 2012년 7월 카카오 게임하기 출시
- 2012년 9월 2012대한민국지속가능성지수(KSI) 포털 부문 1위 선정
- 2012년 10월 제주 본사 건물 2012한국건축문화대상 수상
- 2012년 11월 카카오프렌즈 출시
- 2012년 12월 SK컴즈와 검색광고 제휴
- 2013년 3월 19일 다음 메일 앱 출시
- 2013년 4월 카카오페이지 출시
- 2013년 5월 슬로건을 "생활이 바뀐다! Life On Daum"에서 "Daum - 모으다 잇다 흔들다"로 변경
- 2013년 6월 6년 연속 기업지배구조 최우수기업 선정
- 2013년 8월 모바일 전용 콘텐츠 스토리볼 출시
- 2013년 9월 11일 쏠메일·쏠캘린더 앱 출시
- 2013년 9월 스마트폰 런처 개발사 버즈피아 인수
- 2013년 11월 다음 지도 대통령 표창 수상
- 2014년 5월 카카오 - 다음커뮤니케이션 합병 발표
- 2014년 9월 카카오페이 출시
- 2014년 10월 2일 카카오가 다음을 인수하여 다음카카오로 변경
- 2015년 3월 카카오택시 정식 서비스
- 2015년 6월 30일 마이피플 서비스 종료
- 2015년 10월 회사명을 다음카카오에서 카카오로 변경
- 2016년 1월 11일 로엔엔터테인먼트 인수
- 2016년 1월 22일 한국카카오은행주식회사 설립
- 2016년 4월 픽코마 출시 (카카오재팬)
- 2016년 5월 카카오드라이버(대리운전) 정식 서비스 개시
- 2017년 3월 AI부문 신설 (현 카카오엔터프라이즈의 모태)
- 2017년 7월 27일 카카오뱅크 서비스 시작
- 2017년 8월 카카오모빌리티 출범
- 2017년 11월 스마트스피커 카카오i 발매

2017년까지 투자 유치 받은 자금과 수익금을 신규 서비스 론칭과 인수합병에 과감하게 투입했다. 현재 별도 법인으로 독립한 카카오모빌리티, 카카오페이, 카카오뱅크 등 대표 서비스들은 카카오의 사내TF로 시작한 이력이 있다. 뿐만 아니라 국내에서 가장 파워풀한 IP로 평가받는 카카오프렌즈 역시 채팅창 임베드용 이모티콘에서 출발했고, 카카오의 CIC인 커머스부문 역시 '카카오톡 선물하기'라는 아이디어에서 시작해 어엿한 기업의 형태로 발전했다.
- 2018년 1월 미화 10억 달러 해외 투자 유치
- 2018년 3월 여민수-조수용 공동대표 취임
- 2018년 9월 카카오‧카카오M 합병
- 2019년 12월 카카오엔터프라이즈 출범
- 2019년 12월 인물관련 검색어 및 실시간 이슈검색어 폐지

2019년 매출 3조 898억원, 영업이익 2066억원, 당기순손실 3398억원을 기록했다. 무형자산 가치평가에 대해 보다 보수적인 회계 기준을 적용하는 추세를 적극 반영해 멜론 영업권을 포함한 일부 무형 자산에 대해 손상차손을 인식한 것이 원인이다.
- 2020년 6월 1일 "한국카카오은행주식회사"를 주식회사 카카오뱅크로 법인명 변경
- 2020년 12월 카카오톡 지갑 출시
- 2021년 11월 카카오재팬, 카카오픽코마로 사명 변경
- 2022년 3월 남궁훈 대표 취임 (여민수-조수용 공동대표 임기 만료)
- 2022년 7월 남궁훈-홍은택 각자대표 체제로 전환
- 2022년 10월 19일 남궁훈 대표 사임. 홍은택 단독 대표 체제로 전환

2021년 1분기 카카오의 매출액을 전년 동기 대비 45.4% 증가한 1조 2,630억원, 영업이익은 82.5% 늘어난 1,610억원으로 전망했다.
분사 전략과 M&A전략으로 급격한 규모의 성장을 이루는 과정에서 문어발식 확장이라는 비판을 받기도 했다. 이에 대해 카카오는 기업집단설명서를 통해 1)글로벌 지식 재산권(IP)-문화생태계 2) 일상의 혁신을 위한 디지털 전환 3)미래 성장동력이라는 관점을 갖고 투자하는 것이라고 말한다.

## 카카오 서비스

### 커뮤니티
- 카카오톡: 채팅, 보이스톡 등의 기능을 제공
- 카카오스토리: 사진, 동영상, 음악 공유 기능 제공
- 브런치스토리 : 콘텐츠를 발행하려면 작가 신청 후 선별 승인을 통과해야 하는 '작가 주의' 블로그 서비스
- 티스토리: "태터 앤 컴퍼니"와 합작하여 만들어진 태터툴즈 기반의 블로그 서비스. "태터 앤 컴퍼니"가 구글코리아에 인수되면서 현재는 카카오가 모든 지분을 소유한다.

### 콘텐츠
- 카카오뮤직: 음악 듣기, 다운 받기, 공유하기 기능 제공
- 멜론: 음악 듣기, 연예 매니지먼트 등 제공, 1월 11일 인수하면서 카카오M이 운영하지 않고 카카오가 운영함. 이후 2021년 7월 1일 멜론컴퍼니로 자회사 형태로 독립함. 2021년 9월 1일 카카오M(현 카카오엔터테인먼트)에 피합병
- 카카오페이지: 만화 등 웹툰, 웹소설 형식 제공
- 픽코마 : 카카오픽코마(구 카카오재팬)이 운영하는 일본의 웹툰, 출판만화, 웹소설 등을 서비스하는 애플리케이션 및 웹사이트

### 커머스
- 카카오톡 선물하기
- 카카오스타일: 모바일 패션 콘텐츠 서비스
- 쇼핑하우: 최저가 가격비교 서비스

### 금융
- 카카오뱅크: 인터넷 전문은행
- 카카오페이: 모바일 금융 서비스
- 카카오페이증권

### 교통
- 카카오버스: 57개 시군의 버스 관련 정보, 승•하차 알람, 버스노선의 실시간교통정보 제공[2]
- 카카오내비: 자동차, 대중교통 경로 검색과 현재 위치 주변 정보 알림 기능 제공
- 카카오 T 대리: 대리운전 서비스(2016년 5월 31일 정식 서비스 시작)
- 카카오 T: 택시 호출, 택시 위치 확인, 내비게이션, 대리운전 기능 제공[3](카카오택시에서 명칭 변경)

#### 카카오맵
- 카카오맵: 전국을 50cm급 고해상도 항공 사진으로 보여주는 ‘스카이뷰’ 및 실제 거리 모습을 파노라마 사진으로 촬영한 ‘로드뷰’ 등으로 구성된 지도 서비스(다음 지도에서 명칭 변경)

2025년 2월 한국 지도 서비스의 월간 활성 이용자수(MAU)는 네이버 지도가 2,650만명으로 1위이며 시장 점유율은 70%이다. 2위는 티 맵(37.6%, 1,436만명), 3위는 카카오 맵(27.6%, 1,057만명), 4위는 구글 지도(23.1%, 884만명)이다.
자동차 리서치 전문기관 컨슈머인사이트의 2024년 발표에 따르면 스마트폰 내비게이션 이용자 수 1위는 티맵으로 점유율 74%이다. 2위는 카카오맵으로 12%, 3위는 네이버지도로 7%이다. 구글지도는 한국에서는 지도 자료 해외 서버 반출 금지 조치로 차량 내비게이션 기능은 제공하지 않는다.

### 비디오 게임
- 카카오게임

### 기타
- 카카오프렌즈: 카카오톡 이모티콘 기반 캐릭터
- 카카오TV: 라이브 방송과 카카오톡 오픈채팅을 연동
- 카카오홈: 스마트폰 홈 화면 관리 서비스
- 카카오헤어샵: 모바일 헤어샵 예약 서비스
- 야나두키즈: 키즈 동영상을 볼 수 있음

## 사내
- 카카오의 모든 임직원은 자신의 이름을 사용하지 않고, 입사 시 영어식 이름을 정해 사용해야 한다. 이 규정은 다른 카카오 계열사의 모든 임직원에게도 적용된다.[6] 예를 들어 김범수 이사회 의장의 영어 이름은 브라이언(영어: Brian)이다.
- 임직원들끼리 다른 임직원을 직급 등의 호칭 없이 해당 직원의 영어식 이름만을 부른다.
- 대외 커뮤니케이션에 사용하는 언어가 독특하다. 인터넷 기업들이 일반 기업 대비 캐주얼한 언어를 사용해오긴 했지만, 기업 공식 커뮤니케이션에 구어체 화법을 사용한 것은 카카오만의 차별점이었다. 그 독특함으로 인해 기사화 되기도 했고, 유저들의 호감도도 올라갔다.
- 카카오의 모든 임직원은 임원이나 간부나 중간관리자급 사원이라해도 일반 직원들과 똑같은 사무실을 사용한다. 유일한 예외는 김범수 이사회 의장이다. 이후 회사가 급속도로 커지면서 임지훈 대표 시절부터 개인 집무실이 도입되기 시작했고, 조수용-여민수 대표 시절에는 실장급 이상 임원들에게 개인 집무실이 주어졌다.
- 여성 관리자 비율이 2021년 기준 28.6%[7]로 국내 주요 기업 중 상위권이다. 2022년 상반기 기준 여성 직원 비율은 43% 이상[8]이다.
- 길이 120미터에 달하는 H스퀘어 오피스를 사용할때, 사내 이동 편의를 위해 킥보드를 도입했다는 사실이 화제[9]가 됐다.
- 본사는 제주도에 있지만, 실질적인 본사 기능을 하는 판교 오피스(2012.07~2022.06)는 성남시 분당구 판교역로 235에 소재한 H스퀘어였다. 2022년 7월 4일 판교역을 끼고 있는 '카카오 판교아지트'(분당구 판교역로 166소재)로 이전했다. 신축 건축물은 10년 책임 임대차로 계약[10]해 사용한다.

## 다음 - 카카오 합병

2014년 10월부터 2015년 9월까지 사용한 다음카카오의 로고

2014년 5월 (주)다음커뮤니케이션과 (주)카카오가 합병을 발표하였고 8월 27일 양사 임시 주주총회를 통해 최종 승인되었다.
존속법인인 다음커뮤니케이션 주주총회에서 사명변경안이 부결되어 당분간은 (주)다음커뮤니케이션의 사명으로 사용하기로 했다.
2014년 10월 1일 통합법인이 출범하였고 통합법인 주주총회에서 사명 변경안이 통과되어 10월 31일 (주)다음카카오로 사명이 변경되었다. 2015년 10월 1일 (주)다음카카오에서 (주)카카오로 사명을 바꾸었다.
2015년 5월 19일 다음카카오는 내비게이션 애플리케이션인 '국민내비 김기사'의 회사인 록앤올의 지분 100%를 626억원에 인수해 자회사로 편입한다고 밝혔다. 다음카카오는 온라인과 오프라인을 연결하는 O2O(Online to Offline) 비즈니스를 나감에 있어 내비게이션 등 교통 관련 서비스는 매우 중요한 요소 중 하나라며 인수 목적을 밝혔다.

## 같이 보기
- 카카오VX
- 카카오엔터테인먼트
- 2022 카카오 데이터 센터 화재
- 다음(Daum)
- 카카오 (2006~2014년 기업)